# Powiat śmigielski

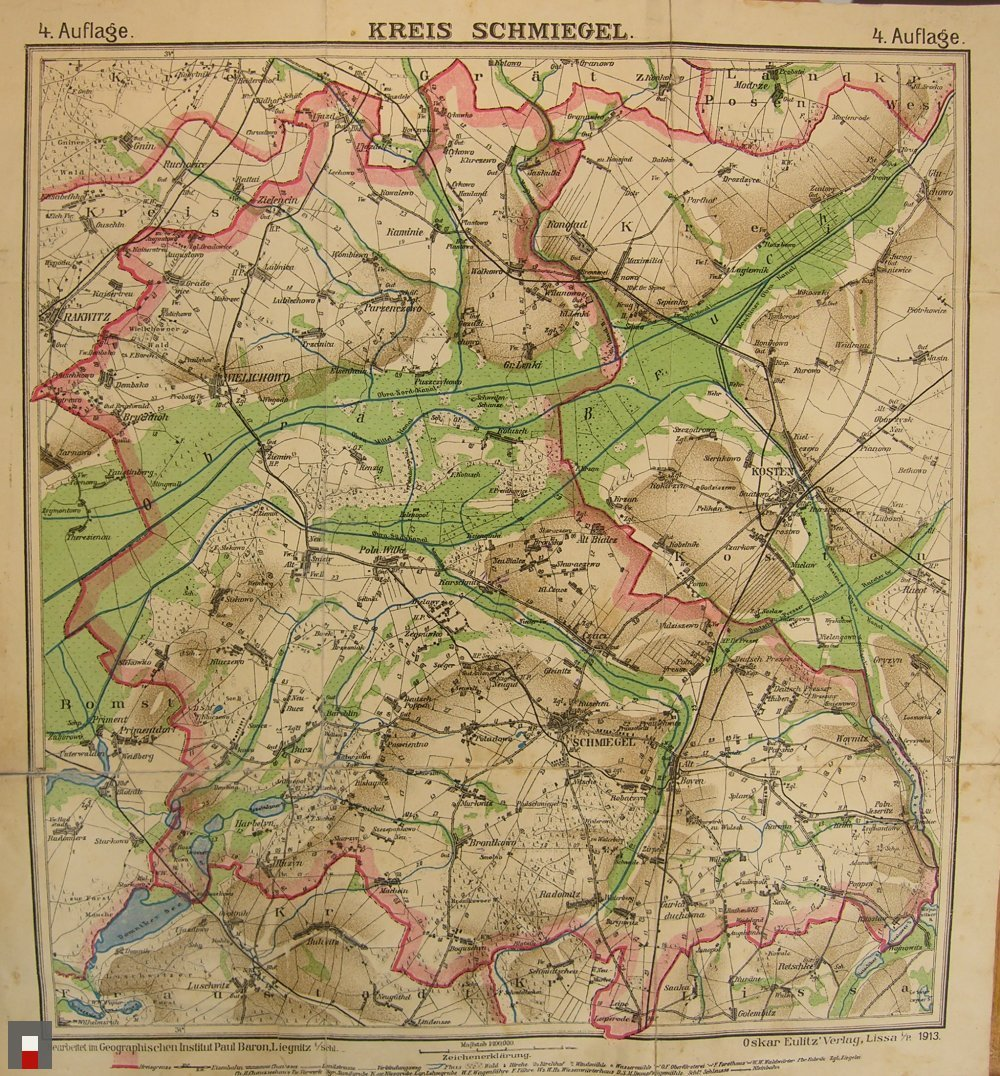
mapa powiatu w 1913 r.

Powiat śmigielski – powiat istniejący w latach 1887-1932 na terenie obecnego województwa wielkopolskiego. Jego ośrodkiem administracyjnym był Śmigiel. Z dniem 1 kwietnia 1932 powiat został zniesiony, a jego obszar włączony do powiatu kościańskiego.
Pod względem administracji poborowej powiat należał do Powiatowej Komendy Uzupełnień Kościan.